# Joachim E. Zöller

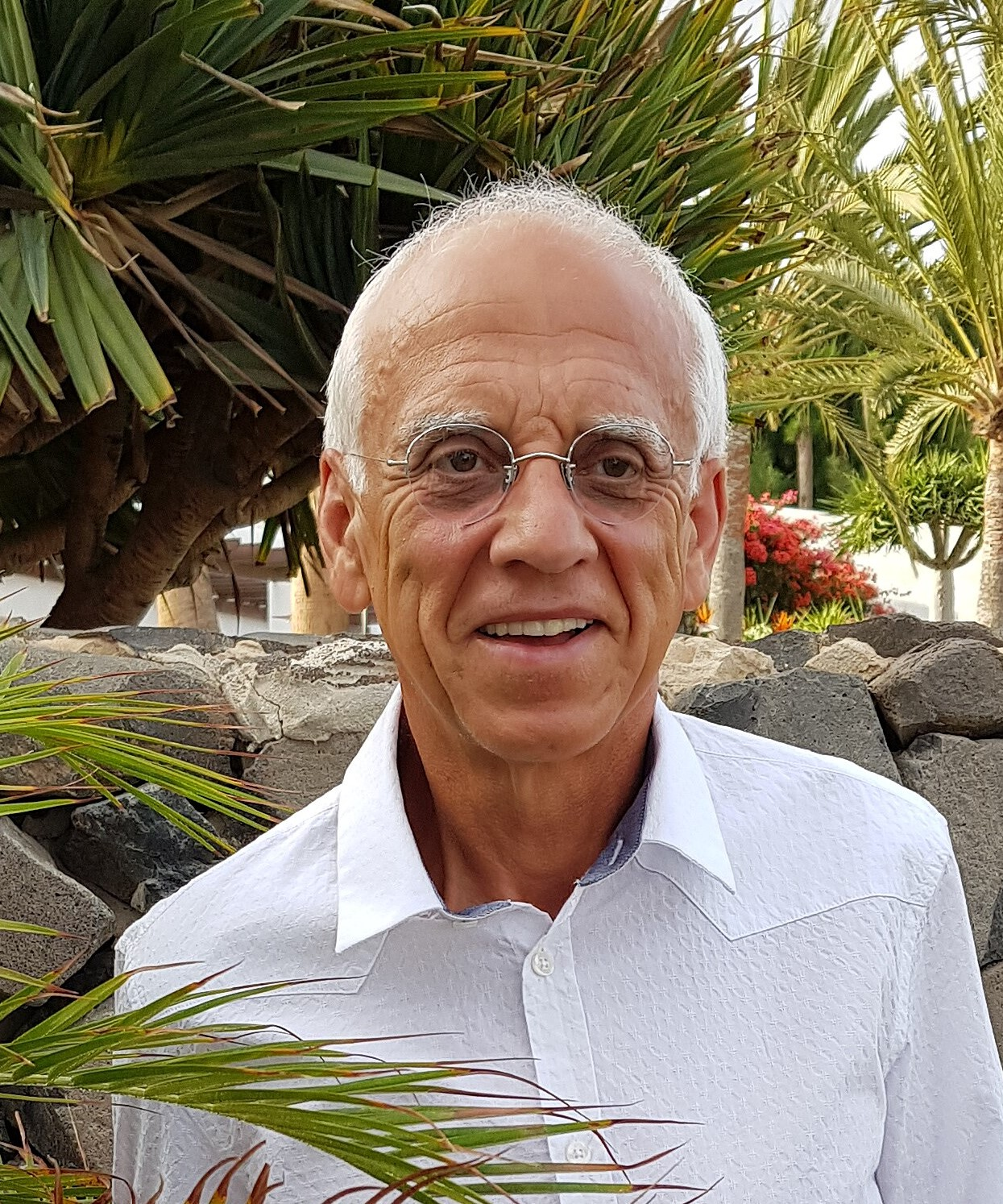
Joachim E. Zöller (2018)

Joachim Eugen Emil Zöller (* 6. September 1953 in Karlsruhe) ist ein deutscher Mund-, Kiefer- und Gesichtschirurg und Universitätsprofessor. Er war Direktor der Klinik und Poliklinik für Mund-, Kiefer- und Plastische Gesichtschirurgie und der Poliklinik für Orale Chirurgie und Implantologie am Universitätsklinikum Köln.

## Leben und Wirken
Zöller studierte Medizin an der Universität Heidelberg und Zahnmedizin an der Universität Mainz. 1980 promovierte er zum Dr. med., 1984 zum Dr. med. dent. 1992 erfolgte die Habilitation an der Universität Heidelberg. Von 1984 bis 1997 war er an der Klinik für Mund-, Kiefer- und Gesichtschirurgie des Universitätsklinikums Heidelberg tätig, zuletzt als leitender Oberarzt und Vertreter des Klinikdirektors. Von 1997 bis 2022 war er Lehrstuhlinhaber und Direktor der Klinik und Poliklinik für Mund-, Kiefer- und Plastische Gesichtschirurgie und der Poliklinik für Orale Chirurgie und Implantologie der Universität zu Köln. Er war Vorsitzender der Klinikdirektorenkonferenz und bis 2018 Mitglied des Aufsichtsrates der Uniklinik. Des Weiteren war er von 2011 bis 2022 geschäftsführender Direktor des Zentrums für Zahn-, Mund- und Kieferheilkunde.
Er war und ist Präsident bzw. Vizepräsident verschiedener wissenschaftlicher Fachgesellschaften wie der Deutschen Gesellschaft für Orale Implantologie oder des Bundesverband der implantologisch tätigen Zahnärzte in Europa (BDIZ EDI). Zudem ist er als Unternehmensberater tätig.
Außerdem war er einige Jahre für die Deutsch-Vietnamesische Gesellschaft zur Förderung der Medizin in Vietnam (DEVIEMED) in Hanoi, Da Nang und Hue tätig und zeitweise deren Präsident. Im Rahmen seines karitativen Engagements unterstützt Zöller humanitäre Organisationen, indem er kostenlos Operationen vornimmt. So operierte er zum Beispiel Opfer der Nuklearkatastrophe von Tschernobyl, Menschen mit Lippen-Kiefer-Gaumenspalte in Eritrea oder anderen Erkrankungen.
Er verfasste zahlreiche Fachartikel und ist Autor und Herausgeber von Monographien, Buchkapiteln und Büchern sowie Inhaber von Patenten.

## Forschungsschwerpunkte
Seine Forschung umfasst Arbeiten zur dentalen Implantologie, zu Knochen- und Weichgewebeaugmentationstechniken (u. a. Alveolarfortsatzdistraktion), zur Schnittbilddiagnostik, zur medikamentösen Prävention von malignen Kopf-Hals-Tumoren, zu plastischen, ästhetischen und funktionellen operativen Rekonstruktionsverfahren mittels mikrochirurgischen Gewebetransfers und zu kranio-fazialen Operationstechniken bei fazialen und kranio-fazialen Fehlbildungen.

## Karneval

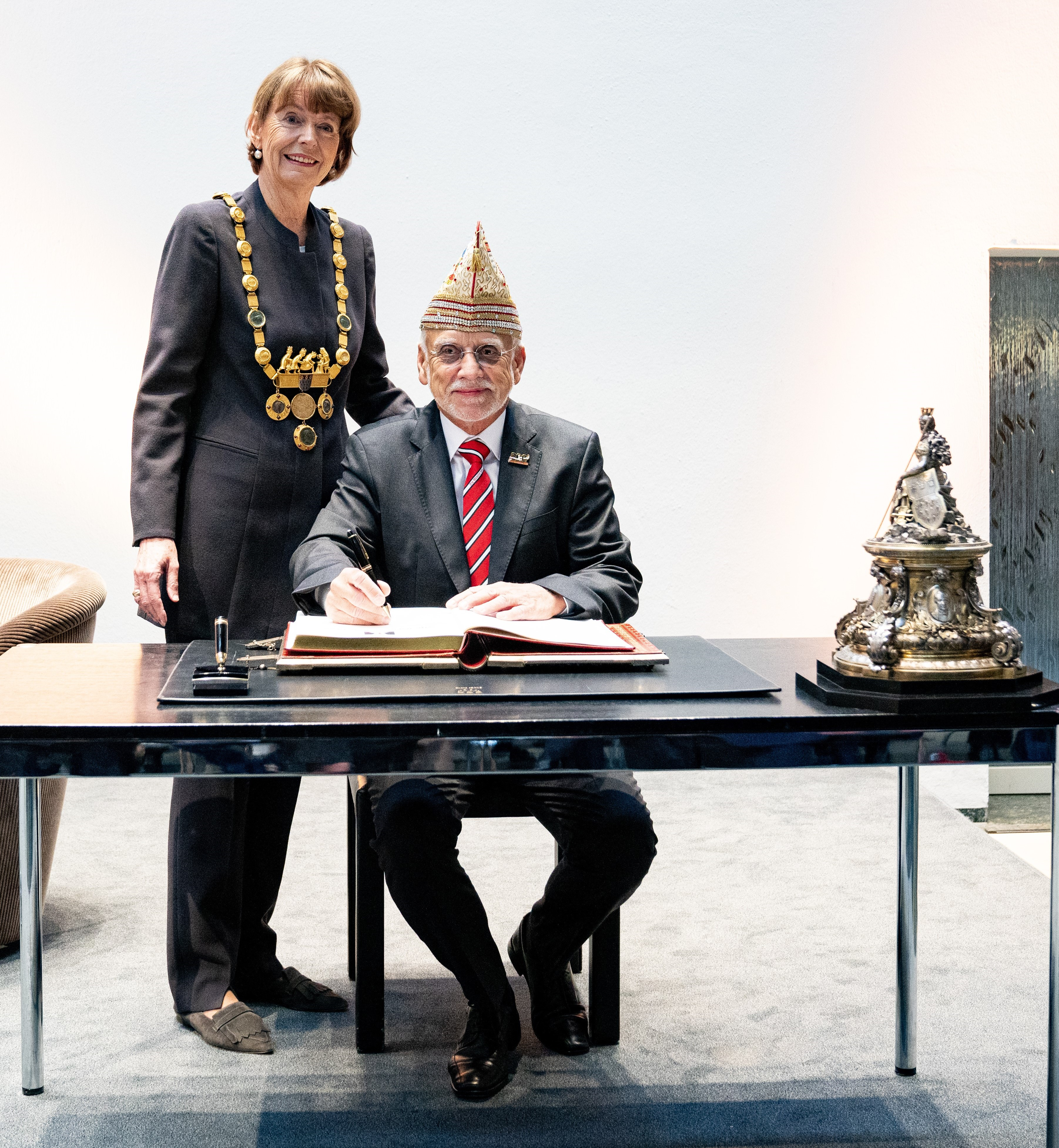
Joachim Zöller bei der Eintragung in das Goldene Buch der Stadt Köln; mit Oberbürgermeisterin Henriette Reker

Zöller ist seit 2012 Präsident und 1. Vorsitzender der Kölner Karnevalsgesellschaft Die Grosse von 1823 sowie 1. Vorsitzender des Tanzcorps Fidele Sandhasen e. V. Seit 2020 ist er Mitglied des „Karnevalistischen Beirats“ des Festkomitees Kölner Karneval.

## Auszeichnungen (Auswahl)
- 1991: Jahrespreis der Arbeitsgemeinschaft für Kieferchirurgie der DGZMK[27]
- 1992: Martin-Wassmund-Preis (Wissenschaftspreis 1991) der Deutschen Gesellschaft für Mund-, Kiefer- und Gesichtschirurgie[28]
- 1994: Sonderpreis der Deutschen Gesellschaft für Plastische und Wiederherstellungschirurgie[29][30]
- 2011: Professor-Adalbert-Seifriz-Preis (Technologietransferpreis des Deutschen Handwerks)[31]
- 2018: Ehrennadel der Deutschen Zahnärzteschaft[3]

## Buchveröffentlichungen (Auswahl)
- mit Birgit Zöller (Hrsg.): Komplementäre Schmerztherapie in der Zahnheilkunde. Hippokrates Verlag, Stuttgart 1995, ISBN 978-3-7773-1132-6.
- Zur malignen Transformation des Epithels der Mundschleimhaut unter Chemotherapie und Chemoprävention: Untersuchungen zur multizentrischen Karzinogenese. Quintessenz-Verlag, Berlin 1995, ISBN 3-87652-083-5.
- mit Stefan Haßfeld: Zahnärztliche Implantologie interaktiv: Diagnostik, Planung, Chirurgie; das interaktive Lehr- und Lernmedium mit zahlreichen vertonten Videosequenzen und Animationen für Ausbildung und Praxis. Herausgegeben von Joachim E. Zöller. Hüthig-Verlag, Heidelberg / Hüthig  1999, ISBN 978-3-7785-3303-1 (Lernsoftware, CD-ROM).
- mit Alexander C. Kübler, Wilma D. Lorbeer, Joachim F. H. Mühling: Kraniofaziale Chirurgie. Thieme-Verlag, Stuttgart / New York 2003, ISBN 978-3-13-131391-1.
- mit Christian Berger, Thomas Ratajczak: Abrechnungshandbuch Implantologie – Der neue Kommentar. Hrsg.: BDIZ EDI, Quintessenz-Verlag 2. Auflage. 2010, ISBN 978-3-938947-22-7.
- mit Jörg Neugebauer: Digitale Volumentomografie in der Zahn-, Mund- und Kieferheilkunde. Grundlagen, Diagnostik und Behandlungsplanung. 2., vollständig neu bearbeitete Auflage. Quintessenz-Verlag, 2013, ISBN 978-3-86867-052-3.
- mit Jörg Neugebauer: Cone Beam Volumetric Imaging in Dental, Oral and Maxillofacial Medicine. Fundamentals, Diagnostics and Treatment Planning 2. Auflage. Quintessence Publishing, 2014, ISBN 978-1-85097-269-3.
- mit Nadine Beck, Christoph Laugs, Sören Riebenstahl, Christina Rosseaux, Lucia Seethaler: 200 Jahre organisierter Kölner Karneval, Die Geschichte des Kölner Karnevals und der ersten Traditionsgesellschaft „Die Grosse von 1823 KG e. V. Köln“. Herausgegeben von Die Grosse von 1823 Karnevalsgesellschaft e. V. Köln, Jonas Verlag 2022, ISBN 978-3-89445-596-5.